# Ytre-Hvaler-Nationalpark
Der Ytre-Hvaler-Nationalpark (norwegisch: Ytre Hvaler nasjonalpark) ist ein Meeres-Nationalpark vor der Südküste Norwegens. Der Park wurde 2009 ausgewiesen. Schutzziel ist die Erhaltung der der Küstenlandschaft mit ihren unterschiedlichen Ökosystemen, sowohl an Land als auch im Wasser, speziell der Kaltwasserkorallenriffe vor der Küste. Er bezieht die vier Vogelschutzgebiete Akerøya, Heia, Møren und Søndre Søster ein und umfasst ein geschütztes Gebiet von 354 km², wovon etwa 340 km² auf dem Meer liegen. Die einzelnen Schutzgebiete sind nach den IUCN Kategorien anerkannt, der Nationalpark erfüllt jedoch nicht die internationalen Managementstandards.

## Geologie und Fauna
Der Nationalpark liegt im Fylke Østfold auf dem Gebiet der Kommunen Fredrikstad und Hvaler. Der Park erstreckt sich westlich der Hvalerinseln Kirkeøy bis Vesterøy von den Inseln Struten und Søster im Norden bis zur schwedischen Grenze im Süden. Dort schließt sich der schwedische Nationalpark Kosterhavet an. Etwa 14 km² Landfläche auf den Inseln gehört zum Nationalpark.
Das Gebiet hat besondere maritime Eigenschaften, unter anderem die Mündung des Flusses Glomma und verschiedene unterseeische Bodengestalten. Nahe der Insel Tisler wurde 2002 ein 1,2 km langes Korallenriff entdeckt. Es ist das größte innerhalb der Schärenlandschaft gelegene bekannte Riff. Weitere Korallenriffe befinden sich im gesamten Nationalpark.